# 鳥居忠明
鳥居 忠明（とりい ただはる、生没年不詳）は、室町時代の武将。通称源七郎 。

## 略歴
鳥居忠次(久八郎)の子  。三河国碧海郡出身で、渡城（愛知県岡崎市）第16代城主 。次男に鳥居忠吉がいる 。

## 系譜
『寛政重修諸家譜』より
- 父: 鳥居忠次
- 叔父:鳥居吉守（又一郎）

- 妻:某氏
  - 次男:鳥居忠吉（伊賀守）